# Obús autopropulsado M44
El M44 fue un obús autopropulsado estadounidense de 155 mm, diseñado a inicios de la década de 1950 y que estaba hecho a partir del casco del M41 Walker Bulldog. Los defectos de su diseño evitaron que participara en la guerra de Corea, pero el vehículo entró en servicio con los ejércitos de Estados Unidos, Alemania Occidental, Italia y Reino Unido hasta la década de 1960, sirviendo por mucho más tiempo en el Ejército turco.

## Historia
En 1947 se autorizó el desarrollo de artillería propulsada con movilidad similar a la de los tanques más recientes. Dos prototipos denominados T99 fueron construidos, con un compartimento cerrado para el obús de 155 mm, pero posteriormente el diseño fue modificado para compatibilizarlo con el del tanque ligero T41E (M41) y el obús T98E1 (M52). La producción del nuevo T99E1 fue iniciada inmediatamente para poder modernizar el equipamiento del ejército, que todavía estaba basado en los modelos usados en la Segunda Guerra Mundial.
Hacia el final de la guerra de Corea, el Ejército estadounidense buscaba reemplazar al obús autopropulsado M41 con el M44, que empleaba el casco del recientemente introducido tanque ligero M41 Walker Bulldog y le ofrecía una mayor movilidad en el campo de batalla. Al contrario del M41 y el anterior M12 GMC, el M44 tendría una casamata cerrada que protegería a la tripulación de cinco hombres incluso al disparar el cañón. El obús de 155 mm era una versión del M114 designada M45, con un sistema de retroceso más compacto y que ponía todo el obús bajo blindaje, excepto su caña, junto a 24 proyectiles.
El primer prototipo fue designado T99E1, pero entró en producción antes de terminar sus pruebas y evaluaciones. Después de haberse producido 250 vehículos por Massey Harris, se descubrió que al disparar el obús se filtraban humos tóxicos en la casamata, por lo que se canceló la orden. Los ingenieros ofrecieron un diseño revisado, designado T194E1, con un obús modificado y una casamata abierta que evacuaba eficazmente los humos, a pesar de la reducción de la protección a los tripulantes. El diseño final todavía no era totalmente satisfactorio, ya que la casamata fija no permitía el tiro en cualquier dirección, la elevación máxima se consideraba insuficiente, y la casamata abierta no protegía suficientemente a la tripulación, especialmente en un escenario de guerra química o nuclear. El modelo fue denominado M44 en 1953 y su producción en serie comenzó en 1954. 
Los vehículos ya fabricados fueron actualizados al nuevo estándar y otros 358 vehículos fueron producidos con el nuevo diseño, siendo suministrados a las unidades de primera línea en 1954, demasiado tarde para participar en la guerra de Corea, con la designación M44. La flota de obuses autopropulsados M44 fue actualizada más tarde con motores AOS-895-6, siendo designados M44A1. El M44 estuvo en servicio hasta 1963, cuando fue reemplazado por el obús autopropulsado M109.
El M44 fue exportado a Alemania Occidental, España, Italia, Reino Unido (donde fue llamado Cardinal, según la nomenclatura militar británica para las piezas de artillería autopropulsadas) y Turquía. 

### Los M44 británicos
En 1956, el Reino Unido recibió 58 M44 a través del Acta de asistencia de defensa mutua. 52 fueron desplegados con el Ejército Británico del Rin en el 1.er Regimiento de la Royal Horse Artillery y el 4° Regimiento de la Royal Horse Artillery, mientras que los 6 restantes fueron enviados a Inglaterra. El M44 fue considerado una gran mejora respecto a los Sexton de la Segunda Guerra Mundial. Mientras que nuevas armas se volvían disponibles, los M44 fueron transferidos a diferentes unidades, para finalmente ser retirados de servicio y devueltos a los Estados Unidos en junio de 1968.

### Los M44T turcos
En 1986, 222 M44 del Ejército turco fueron actualizados por Rheinmetall con obuses de 155 mm y cañas de 36 calibres, con un alcance incrementado a 24,7 km disparando munición convencional. Se les instaló un motor diésel V6 MTU MB 833 Aa-501 de 450 cv, conectado a la transmisión original Allison CD-500-3 a través de una caja de cambios ZF. El puesto del conductor fue reubicado en el casco. El último vehículo actualizado fue suministrado en 1992. Algunas fuentes afirman que han sido retirados de servicio, pero en un video de la agencia de noticias rusa RT se vio a dos M44T supuestamente disparando hacia el norte de Siria desde un puesto fronterizo turco en 2015.[cita requerida]

## Descripción
El casco del M44 era idéntico al del M52, de acero soldado con el motor y la transmisión en la parte delantera y una casamata abierta con el obús M45 de 155 mm y la tripulación en la parte posterior. El vehículo estaba también equipado con una ametralladora de 12,7 mm para defensa antiaérea y podía transportar 24 obuses y 900 cartuchos de ametralladora.

## Variantes
- T94E1: Prototipo con casamata cerrada.
- T194E1 y M44: Modelo de serie con casamata abierta.
- M44A1: Designación de los M44 actualizados con el motor AOS-895-6, que incrementó su autonomía a 132 km.
- M44T: 222 vehículos turcos, actualizados con un obús de 155 mm con caña de 36 calibes y un alcance de 24,7 km, nuevos motores y autonomía incrementada, puesto del conductor reubicado, nuevo sistema de puntería y otras mejoras. Las actualizaciones se llevaron a cabo entre 1986 y 1992.

## Usuarios

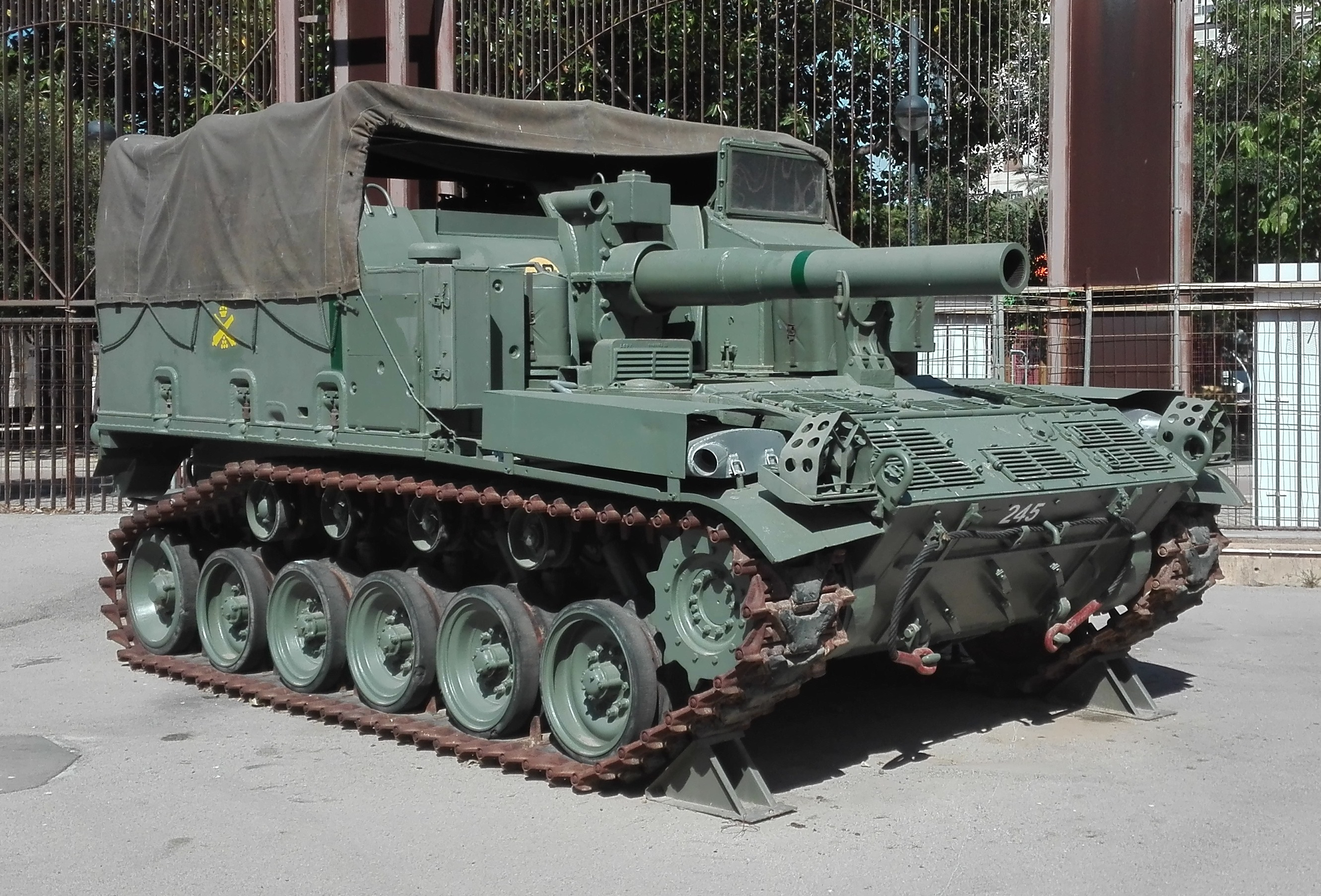
El M44 del Museo Histórico Militar de Cartagena.

Los usuarios del M44 incluyeron:
- Alemania Occidental[9]
- Bélgica:[10] En servicio desde 1956 hasta 1967. En 1983, 25 estaban almacenados como armamento de reserva.[11]
- Estados Unidos: Empleó 250.
- España
- Grecia
- Italia: Sirvió en los batallones pesados de las divisiones blindadas italianas, incluyendo la División Ariete, hasta 1970.
- Japón: 10 estuvieron  en servicio desde 1965 hasta la década de 1980, siendo reemplazados por el Tipo 75.[12]
- Jordania
- Reino Unido: Recibió 58 en 1955, estando en servicio hasta 1968.[13]
- Taiwán
- Turquía: 222 actualizados a la variante M44T por Rheinmetall entre 1986 y 1992.

## Ejemplares supervivientes
Han sido identificados al menos 39 M44 supervivientes en Estados Unidos y Europa, sin contar aquellos que todavía están en servicio en Turquía.

### Listas relacionadas
- Anexo:Materiales históricos del Ejército de Tierra de España desde la posguerra